# Viatka
Pour les articles homonymes, voir Viatka (homonymie).
Pour la ville russe anciennement dénommée Viatka, voir Kirov (oblast de Kirov).
La Viatka (en russe : Вятка, en tatar : Noqrat, en mari : Виче) est une rivière de Russie européenne et un affluent droit de la Kama, sur le territoire de l'oblast de Kirov et de la république du Tatarstan, donc un sous-affluent de la Volga. En France, elle est particulièrement connue par la chanson de Jean-Jacques Goldman, Natacha.

## Géographie
Son cours est long de 1 314 km et son bassin a une superficie de 129 000 km2.
La Viatka prend sa source au nord de la république d'Oudmourtie, en Russie, par 58° 20′ N, 52° 20′ E sur les contreforts ouest des montagnes de l'Oural. Le cours d'eau coule d'abord vers le nord puis l'ouest et enfin vers le sud-ouest en traversant la ville de Kirov. Il s'incline ensuite vers le sud-est et rejoint la Kama 35 km à l'ouest de Nijnekamsk.
La Viatka est le plus grand cours d'eau de l'oblast de Kirov et est navigable sur 700 km.

## Villes traversées
Les principales villes situées sur son cours sont Kirov, Kotelnitch, Sovetsk, et Viatskie Poliany.

## Affluents

La Viatka, son bassin et ses affluents.

Les principaux affluents de la Viatka sont les rivières suivantes :
- Kobra
- Letka
- Velikaïa
- Moloma
- Pijma
- Tcheptsa
- Bystritsa
- Voïa
- Kilmez

## Hydrométrie - Les débits à Viatskie Poliany
Le débit de la rivière a été observé pendant 66 ans (au long de la période 1918 - 1985) à Viatskie Poliany, ville située à quelque 100 kilomètres en amont de son confluent avec la Kama .
À Viatskie Poliany, le débit annuel moyen ou module observé sur cette période était de 862 m3/s pour une surface de drainage de plus ou moins 124 000 km2, soit approximativement 96 % de la totalité du bassin versant de la rivière qui en compte 129 000. La lame d'eau d'écoulement annuel dans le bassin se montait de ce fait à 219 millimètres, ce qui peut être considéré comme moyennement élevé.
Le débit moyen mensuel observé en mars (minimum d'étiage) est de 224 m3/s, soit plus ou moins 6 % du débit moyen du mois de mai (3 775 m3/s), ce qui montre l'amplitude importante des variations saisonnières. La débâcle de printemps peut être impressionnante. Sur la durée d'observation de 66 ans, le débit mensuel minimal a été de 124 m3/s en février 1939, tandis que le débit mensuel maximal s'élevait à 6 800 m3/s en mai 1926.

## Navigabilité
La rivière gèle début novembre et reste prise par les glaces jusqu'à la seconde moitié du mois d'avril. La Viatka est navigable sur 700 kilomètres, depuis son embouchure jusqu'à la ville de 
Kirov. Les principaux ports fluviaux sont : Kirov, Kotelnitch, Sovetsk, et Viatskie Poliany.

## Écologie
Ses eaux sont fréquentées par de nombreuses espèces de poisson : brochet, perche, brème, gardon, tanche, sandre, etc.

### Paléontologie
De nombreux fossiles de tétrapodes datant du Permien, principalement de thérapsides non-mammaliens, ont été découverts à proximité de l'actuelle rivière. L'un des exemples les plus notables est celui de Viatkogorgon, un gorgonopsien qui est connu par un squelette fossilisé relativement complet ainsi que par un crâne associé.